# Бувай, Вавилоне
«Бувай, Вавилоне» (англ. Alas, Babylon) — роман 1959 року американського письменника Пета Френка. Це був один з перших апокаліптичних романів ядерної доби і залишався одним з найзатребуваніших понад півстоліття після його публікації, послідовно потрапляючи в список 20 найпопулярніших творів наукової фантастики Amazon.com (який об'єднує збірки творів короткої форми та романи) і має запис у книзі Дейвіда Прінгла «Наукова фантастика: 100 найкращих романів». У романі йдеться про наслідки ядерної війни в вигаданому маленькому містечку Форт-Репозе, штат Флорида, яке базується на фактичному місті Маунт-Дора в цьому ж штаті. Назва роману виведена з Книги Об'явлення: «Бувай, Вавилоне, місто могутнє, бо суд твій прийшов однієї години». Художню обкладинку для видання в м'якій обкладинці Bantam виконав Роберт Гант.

## Сюжет
На початку 1960-х адвокат Ренді Брегг живе безцільним життям у маленькому центральному місті Флориди, місті Форт-Репозе. Його старший брат, полковник Марк Брегг, офіцер розвідки ВПС, надсилає телеграму, що закінчується словами «Бувай, Вавилоне», заздалегідь встановлений код між братами, який попереджає про настання катастрофи. Радянський Союз розмістив у космосі бойові супутники, а Сполучені Штати ввели війська до Лівану та надають допомогу своїм турецьким та ізраїльським союзникам. Розвіддані радянського офіцера-втікача повідомляють про підготовку ядерного удару по військових і цивільних об’єктах США та НАТО. Радянське керівництво вважає прийнятною загибель 20-30 млн своїх громадян від удару у відповідь. Марк перевозить свою родину до Форт-Репозе, поки він перебуває в штабі Стратегічного повітряного командування на базі ВПС Оффут, штат Небраска.
Незабаром пілот винищувача США, намагаючись перехопити ворожий літак над Середземномор'ям, ненавмисно знищує склад боєприпасів у Латакії, Сирія, внаслідок чого трапився великий вибух. Ця подія посилює напруженість у холодній війні до того моменту, коли Радянський Союз розпочав повномасштабний ядерний удар проти США та їх союзників. Марк стає свідком як американські ракети стартують для помсти. Ренді та його гості прокидаються до потрясіння від бомбардувань довколишніх військових баз; один вибух тимчасово осліплює Пейтон, племінницю Ренді.
Спочатку справи хаотичні: туристи потрапляють у пастку в своїх готелях, лінії зв'язку не спрацьовують, радіосистема CONELRAD ледь працює, засуджені тікають із тюрем, а постійні пограбування банків призводять до того, що валюта знецінюється. Про події в світі вдається дізнатися з радіоприймачів на електронних лампах. Більшу частину уряду було ліквідовано, президентом стає Джозефіна Ванбруукер-Браун, колишня міністр охорони здоров’я, освіти та соціального забезпечення, що перебуває десь у Колорадо. Багато великих міст США зруйновано, а величезні регіони Континентальних Сполучених Штатів оголошені «забрудненими зонами».
Інші радіопередачі повідомляють, що Західна Європа також постраждала від радянських ракет. Але керівництво Радянського Союзу теж загинуло внаслідок атаки у відповідь, столицю перенесено з Москви до Центральної Азії. Через декілька місяців війна продовжується за участі залишків ВПС США та окремих атомних підводних човнів радянського флоту.
Президента Ванбрукер-Браун розпоряджається будь-якому вцілілому військовому офіцеру або офіцеру резерву США формувати місцеве ополчення для підтримки миру всередині країни. Оскільки Ренді був офіцером армійського резерву, він організовує групу самооборони громади від бандитів і намагається позбавити громаду заражених радіацією коштовностей, привезених за участі політика Поркі Логана з регіонів, які зазнали атак. Пізніше Логан помирає через опромінення. У містечку Форт-Репозе, відрізаному від решти штатів, організовують рибальство та збір солі. 
Наступного року гвинтокрили ВПС прибувають до Форт-Репозе. Коли вони пропонують евакуювати жителів з Флориди, що вважається «забрудненою зоною», жителі вирішують залишитися. З'ясовується, що США виграли війну, але величезною ціною: загинуло 75% населення зі 180 млн. Зараз країна, яка колись була абсолютним лідером у всьому позитивному на світовій арені, отримує допомогу від країн третього світу, таких як Бразилія та Венесуела. Індія, Китай і Японія взяли на себе роль провідних світових держав замість США і Радянського Союзу. Залишки військового урану уряд США планує використати для живлення ядерних реакторів задля відновлення електропостачання міст. Однак, повернення до колишнього стану очікується через не менше, ніж тисячу років.

## Реакція
Рецензент «Гелексі сайнс фікшн» Флойд К. Гейл дав роману змішану рецензію, оцінивши його трьома зірками з п'яти і зробив висновок: «Френк занадто рано зупинився, занадто мало».

## Вплив роману

### Люди
Джон Леннон, відомий своїми пацифістськими поглядами та своїми книжками «In His Own Write» (1964) та «A Spaniard in the Works» (1965), отримав копію роману у 1965 році. Леннон провів всю ніч читаючи книгу, підживлюючи свій антивоєнний запал.